# Andrea West Bendtsen
Andrea West Bentdsen (født 9. juni 1999 i Voel) er en dansk håndboldspiller, som spiller for den danske klub Silkeborg-Voel KFUM. Hun har tidligere spillet for TTH Holstebro og selvsamme Silkeborg-Voel KFUM.